# Радиометрическое обогащение руды
Радиометри́ческое обогаще́ние руды́ — процессы переработки руд, основанные на взаимодействии различных видов излучений с веществом.
В технологии радиометрического обогащения руд выделяются два вида процессов:
- Радиометрическая сортировка — процесс, при котором из добываемой руды выделяются сорта по содержанию ценного компонента. Как правило, объектом анализа и разделения является порция горной массы. Порционную сортировку делят на призабойную — в ковше погрузо-доставочной машины, посамосвальную, повагонеточную, мелкопорционную.
- Радиометрическая сепарация — процесс, основанный на неравномерности распределения полезного либо вредного компонента в кусках руды.

Известно более 30 методов радиометрического обогащения, из которых наиболее распространёнными являются:
- Радиометрический (авторадиометрический) метод сепарации основан на разделении кусков по интенсивности гамма-излучения. Применяется для руд с естественной радиоактивностью, например урановых.
- Рентгенорадиометрический (рентгенофлуоресцентный) метод основан на регистрации возбуждённого рентгеновскими трубками либо источниками гамма-излучения характеристического рентгеновского излучения атомов определяемых элементов, входящих в состав горных пород. Данный метод применяется при переработке руд чёрных, цветных и благородных металлов. Является одним из наиболее универсальных методов.
- Рентгеноабсорбционный метод сепарации основан на различии в ослаблении потока рентгеновского излучения кусками породы и руды.
- Рентгенолюминесцентный метод основан на регистрации люминесцентного излучения, возбуждённого рентгеновскими лучами. Применяется при переработке алмазного сырья.
- Фотометрический, основан на регистрации оптических характеристик сепарируемого материала (цвет, блеск, коэффициент отражательной способности).
- Электромагнитные методы (индукционные) основаны на использовании различия минералов в удельном электрическом сопротивлении и магнитной проницаемости, проявляющемся при их взаимодействии с электромагнитными полями.
- Ближнеинфракрасный метод основан на различии отражения излучения в ближнеинфракрасном спектре.
- Инфракрасный метод основан на различии теплоёмкости руды и пустой породы.

## Технологические задачи радиометрического обогащения
Применение радиометрических методов обогащения позволяет решить несколько технологических задач: 
1. Разделение руды на технологические типы. Например окисленные и сульфидные руды.
2. Предварительное обогащение руды с целью повышения содержания полезного компонента в питании последующих стадий переработки (фабрики, кучного выщелачивания).
3. Удаление вредных примесей. Примером может служить удаление фосфора из марганцевых руд.
4. Получение товарного концентрата (для руд чёрных металлов и нерудного сырья).
5. Доводка концентратов.

Технология радиометрического обогащения также влияет на:
1. Сокращение объёмов жидких хвостохранилищ за счёт выделения кусковых хвостов (при задаче предварительного обогащения).
2. Снижение нагрузки на плечо доставки  (при задаче предварительного обогащения).

## Принцип работы сепаратора
В целом, процесс сепарации выглядит следующим образом. Подготовленный материал подаётся в зону возбуждения и регистрации сигнала, который поступает на блок анализа данных. При превышении сигнала заданного граничного значения, блок анализа подаёт сигнал на исполнительный механизм, который разделяет материал на два и более продуктов.

## Опыт промышленного применения

### Урановые руды

#### Восточный ГОК (Украина)
На Государственном предприятии «Восточный горно-обогатительный комбинат» (г. Жёлтые Воды) с 2005 была принята «Программа развития альтернативных источников урана», включающая применение рудосортировочных фабрик, цель которых снизить содержание урана в хвостах, а также рекультивацию отвалов горных пород. Применение радиометрической сепарации на ГП «ВостГОК» позволило в 1,5-2 раза снизить содержание урана в отвальных хвостах: на Смолинской шахте содержание U снизилось с 180 г/т до 110 г/т, на Ингульской шахте с 200 г/т до 150 г/т. Кроме того, за два года было получено дополнительно 28 тонн урана, что снизило нагрузку на окружающую среду.

#### Приаргунское производственное горно-химическое объединение (Россия)
Радиометрическое обогащение руд на Приаргунском производственном горно-химическом объединении (ППГХО) выполняется на стадии призабойной и крупнопорционной сортировке, а затем на радиометрической обогатительной фабрике, где материал подвергается покусочной сепарации.
Технологию радиометрического обогащения руд ППГХО отрабатывали на радиометрической установке, а затем на опытной радиометрической обогатительной фабрике (РОФ). По результатам исследований была спроектирована и построена промышленная РОФ комбината, которая эксплуатировалась с 1982 по 1993 г. РОФ была оснащена авторадиометрическими сепараторами «Гранат», «Агат» и «Вихрь» производства Восточного ГОКа (г. Жёлтые Воды, Украина). Впоследствии указанное оборудование было заменено на рентгенрадиометрические сепараторы ООО «Радос».

#### Mary Kathleen (Австралия)
Первые авторадиометрические сепараторы были установлены на данном месторождении в 1960 г. Затем, при начале доработки месторождения в 1976 г., были установлены ещё два сепаратора. В целом, схема предварительного обогащения выглядела следующим образом. После первичного дробления производилось грохочение по классу крупности −25 мм с целью выделения отсева. Классы крупности +25 мм промывались и разделялись по крупности 140 мм. Классы +140 мм направлялись на сепараторы М 6, классы минус 140 мм на сепараторы М17. В результате сепарации из машинных классов выделялись 30-60 % отвальных хвостов с содержанием окиси-закиси урана 0,01—0,03 % при извлечении в концентрат 88-95 %.

#### Витватерсранд (ЮАР)
С 70-х годов XX века на различных рудниках комплекса Витватерсранд применяется радиометрическая сепарация. Выход хвостов составляет 50-80 % с содержанием урана в отвальном продукте 0,002-0,08 %.

### Золотосодержащие руды

#### Кокпатас и Даугызтау (Узбекистан, НГМК)
Рентгенорадиометрическое обогащение производится с предварительной крупнопорционной сортировкой в автосамосвалах и последующей покусковой сепарацией.
Применение предварительного обогащения позволяет выделить 30-40 % горной массы с отвальным содержанием золота, повысить содержание золота в продукте, поступающем на ГМЗ-3, в 1,5-2 раза.

### Марганцевые руды
Проектом отработки месторождения Усинское предусматривается применение технологии радиометрической сепарации.

### Вольфамовые руды

#### Big hill (Австралия)
В результате рентгенолюминесцентной сепарации руд месторождения на процессы дробления и измельчения поступает всего около 42 % от исходного количества материала. Потери металла при радиометрическом обогащении не превышают 5 %.

## Влияние на технологию переработки руды
Применение радиометрического обогащения позволяет сократить объём горной массы поступающей на дальнейшее глубокое обогащение, при одновременном повышении качества горной массы.
Кроме того, рядом исследователей показано, что применение радиометрического обогащения стабилизирует качество горной массы, поступающей на дальнейшую переработку.
При получении крупнокускового концентрата отпадает необходимость в строительстве обогатительной фабрики.

Большой вклад в развитие радиометрического обогащения внесли В. А. Мокроусов, А. П. Татаринков, Ю. О. Фёдоров, О. А. Архипов, В. А. Лилеев и др.